# Група вікових лип (Дрогомишль)
Гру́па вікови́х лип — ботанічна пам'ятка природи місцевого значення в Україні. Розташована в межах Яворівського району Львівської області, в селі Дрогомишль (біля церкви).
Площа 1 га. Статус присвоєно згідно з рішенням Львівської облради від 9.10.1984 року № 495. Перебуває у віданні: Нагачівська сільська рада.
Статус присвоєно для збереження кількох екземплярів старовікових лип.